# José Luciano de Castro
José Luciano de Castro Pereira Corte-Real (1834-1914) est un homme d'État portugais qui a assumé trois mandats en tant que président du Conseil des Ministres du Portugal. Il est l'un des fondateurs du Parti progressiste.
De Castro est le chef du gouvernement durant la crise luso-britannique de 1890. Cette crise est l'un des facteurs décisif lors de la chute de la monarchie constitutionnelle le 5 octobre 1910.